# Phrygionis sororcula
Phrygionis sororcula är en fjärilsart som beskrevs av W. Warren 1906. Phrygionis sororcula ingår i släktet Phrygionis och familjen mätare. Inga underarter finns listade i Catalogue of Life.